# 奥尔穆瓦什
奥尔穆瓦什（法語：Ormoiche，法語發音：[ɔʁmwaʃ]）是法国上索恩省的一个市镇，属于吕尔区。

## 地理
奥尔穆瓦什（47°48'21"N, 6°18'40"E）面积5.72 平方千米，位于法国勃艮第-弗朗什-孔泰大區上索恩省，该省份为法国东部内陆省份，北起顺时针与孚日省、贝尔福地区省、杜省、汝拉省、科多尔省和上马恩省接壤。
与奥尔穆瓦什接壤的市镇（或旧市镇、城区）包括：欧特韦勒、布勒什、弗朗卡尔蒙、圣玛丽昂绍。

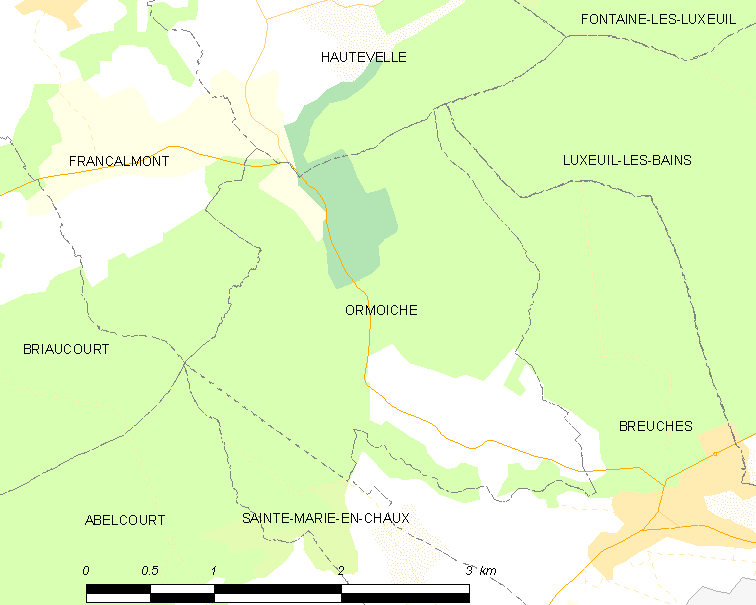
奥尔穆瓦什的OSM定位图

奥尔穆瓦什的时区为UTC+01:00、UTC+02:00（夏令时）。

## 行政
奥尔穆瓦什的邮政编码为70300，INSEE市镇编码为70398。

## 政治
奥尔穆瓦什所属的省级选区为吕克瑟伊莱班县。

## 人口

1962-2008年间奥尔穆瓦什人口变化图示

奥尔穆瓦什于2022年1月1日时的人口数量为68人。